# Circondario della Bergstraße
Il circondario della Bergstraße (in tedesco Kreis Bergstraße) è uno dei circondari del Land tedesco dell'Assia.
Fa parte del distretto governativo di Darmstadt.

## Città e comuni
(Abitanti al 31 dicembre 2022)
| Comuni del circondario | Città 1. Bensheim (42 089) 2. Bürstadt (16 734) 3. Heppenheim (26 946) 4. Hirschhorn (Neckar) (3 449) 5. Lampertheim (32 870) 6. Lindenfels (5 411) 7. Lorsch (13 989) 8. Neckarsteinach (4 016) 9. Viernheim (34 534) 10. Zwingenberg (7 203) Territori extracomunali - 1. Michelbuch (la popolazione è compresa in quella di Neckarsteinach) | Comuni 1. Abtsteinach (Sede: Ober-Abtsteinach) (2 476) 2. Biblis (9 170) 3. Birkenau (9 926) 4. Einhausen (6 596) 5. Fürth (10 751) 6. Gorxheimertal (Sede: Unterflockenbach) (4 156) 7. Grasellenbach (Sede: Hammelbach) (4 137) 8. Groß-Rohrheim (3 698) 9. Lautertal (Odenwald) (Sede: Reichenbach (Odenwald)) (7 214) 10. Mörlenbach (10 166) 11. Rimbach (8 883) 12. Wald-Michelbach (10 791) |